# The Itchy & Scratchy Game
The Itchy & Scratchy Game è un videogioco a piattaforme sviluppato da Bits Studios e pubblicato nel 1995 da Acclaim Entertainment per Super Nintendo e Sega Game Gear. Fu progettata anche una versione per Sega Mega Drive, ma non fu mai pubblicata. Ha come protagonisti Grattachecca & Fichetto (Itchy & Scratchy) personaggi della serie televisiva animata statunitense I Simpson. È il secondo gioco basato sui due personaggi dopo Itchy & Scratchy in Miniature Golf Madness.

## Modalità di gioco
Ci sono sette livelli. Il giocatore controlla il topo Fichetto (Itchy) e deve sfruttare diverse armi per torturare e uccidere il gatto Grattachecca (Scratchy) prima che egli faccia lo stesso. Si hanno a disposizione un martello, arma standard, e diversi oggetti che cambiano a seconda del livello. I due hanno un indicatore della vita e il compito di ognuno è farlo arrivare al termine per uccidere l'avversario. Oltre a Grattachecca, compaiono anche altri nemici, come piccoli robot sembianti lo stesso Grattachecca, che una volta uccisi faranno comparire delle armi che il giocatore può usare dopo aver raccolto, oppure del formaggio che serve a far riacquistare in po' di energia a Fichetto. Al termine di ogni livello, Grattachecca farà da boss a bordo di mezzi differenti.

## Livelli
- Juracid Bath: ambientato nella preistoria. Il giocatore può procurarsi delle ossa come arma distruggendo i piccoli robot di Grattachecca e dinosauri. Al termine Grattachecca fa da boss a bordo di una gigantesca tartarugha a quattro ruote.
- The Medieval Dead: ambientato nel medioevo. Appaiono, oltre a piccoli robot, armature viventi e spettri. Al termine Grattachecca fa da boss a bordo di un enorme cavallo di legno.
- Mutilation on the bounty: ambientato su una nave pirata. Compaiono pirati, pesci e pappagalli. Il giocatore può procurarsi palle di cannone come armi. Al termine Grattachecca fa da boss a bordo di un'imbarcazione allestita con cannoni.
- The Pusseidon Adventure: ambientato sott'acqua. Appaiono nemici come pesci, meduse, anguille e cozze, e il giocatore può usare delle stelle marine come armi. Al termine Grattachecca fa da boss all'interno di un sottomarino.
- The Magnificent Severed: ambientato in un villaggio degli indiani d'America durante il Far West. Il giocatore può usare dei cactus come armi. Al termine Grattachecca fa da boss attaccando da una carrozza del Far West.
- A Site for Sawed Eyes: ambientato in un cantiere in lavorazione. Il giocatore può usare dei mattoni come armi. Al termine grattachecca fa da boss a bordo di una ruspa.
- Dissasembly Line: ambientato in una fabbrica. Compaiono diverse tipologie di robot come nemici. Il giocatore può usare delle chiavi inglesi come armi. Al termine Grattachecca fa da boss attivando diverse armi da una zona di comando.